# Leyte (tỉnh)
Tỉnh Leyte (còn gọi là Tỉnh Bắc Leyte; tiếng Filipino: Hilagang Leyte) là một tỉnh của Philippines ở vùng Đông Visayas. Thủ phủ là Thành phố Tacloban. Tỉnh chiếm 3/4 diện tích của đảo Leyte. Tỉnh ở phía tây của Samar, phía bắc của tỉnh Nam Leyte và phía nam của Biliran. Phía tây của Leyte đối mặt với tỉnh Cebu qua biển Camotes.

## Lịch sử
Nhà thám hiểm Ruy López de Villalobos đến hòn đảo lần đầu tiên năm 1543 và đã đặt tên cho đảo là Las Islas Felipinas. Trận chiến vịnh Leyte diễn ra khu vực biển xung quanh đảo này từ 23/10 đến 26/10 năm 1944. Đây là trận hải chiến lớn nhất trong lịch sử hiện đại khi ít nhất 212 tàu của lực lượng Đồng Minh đụng độ với tàn quân của Hải quân Đế quốc Nhật Bản, ước chừng 60 tàu, trong đó có cả siêu chiến hạm Yamato và Musashi. Thắng lợi của Đồng Minh khi chiếm được hòn đảo đã trở thành yếu tố quyết định cho chiến thắng của các lực lượng Philippines và Hoa Kỳ.

## Nhân khẩu
Dân cư ở Leyte chia làm 2 nhóm chính, chủ yếu bởi yếu tố ngôn ngữ. Ở phía tây và phía nam là người Cebuanos trong khi ở phía bắc và phía đông là người Waray-Waray.
Người Cebuanos có liên hệ với Cebu, tỉnh đông dân nhất ở Visayas. Người Waray có mối liên hệ nhiều hơn với Leyte và Samar
Theo điều tra năm 2000, 97% dân cư theo Công giáo La Mã, một trong những tỷ lệ cao nhất ở Visayas, trong khi 3% còn lại là tín đồ của các giáo phái Cơ đốc khác.

## Kinh tế
Nền kinh tế của Leyte phu thuộc vào nông nghiệp. Lúa gạo được trồng ở các vùng đồng bằng thấp đặc biệt là xung quanh Tacoban, trong khi các nông trại trồng dừa để phục vụ cho sản xuất dầu dừa chủ yếu nằm ở các vùng đồi núi. Ngư nghiệp cũng là một nguồn thu nhập chính của người dân.
Tỉnh là nơi có nhà máy địa nhiệt lớn nhất châu Á, khiến cho đây trở thành một trong những tỉnh giàu tài nguyên nhất Philippines.

## Hành chính
Leyte được chia ra thành 40 đô thị tự trị và 3 thành phố, 2 trong số đó là các thành phố hành chính độc lập.

### Thành phố đô thị hoá cao
- Thành phố Tacloban

### Thành phố hợp thành độc lập
- Thành phố Omroc

### Thành phố hợp thành
- Thành phố Baybay

### Đô thị tự trị
| - Abuyog - Alangalang - Albuera - Babatngon - Barugo - Bato - Baybay - Burauen - Calubian - Capoocan - Carigara - Dagami - Dulag - Hilongos - Hindang - Inopacan - Isabel - Jaro - Javier (Bugho) - Julita | - Kananga - La Paz - Leyte - MacArthur - Mahaplag - Matag-ob - Matalom - Mayorga - Merida - Palo - Palompon - Pastrana - San Isidro - San Miguel - Santa Fe - Tabango - Tabontabon - Tanauan - Tolosa - Tunga - Villaba |